# 阿雷 (名)
阿雷，使用于吉尔吉斯斯坦的吉爾吉斯語名。以下知名人物使用此名：
- 阿雷·卡拉舍夫，吉尔吉斯斯坦政治家。
- 阿雷·托孔巴耶夫，吉尔吉斯斯坦诗人、作曲家、小说家。